# Гладна степ
Гладната степ (Мирзачул, Южна Бетпак Дала) (на казахски: Мырзашөл; на узбекски: Mirzacho‘l, Мирзачўл; на руски: Мирзачуль, Бетпақ-Дала) е обширна равнина, бивша пустинна и полупустинна област в Източен Узбекистан, Южен Казахстан и крайната северозападна част на Таджикистан. Площ около 10 хил.km².

## Географска характеристика
Гладната степ е разположена покрай левия бряг на река Сърдаря, при изхода ѝ от Ферганската котловина. Надморската ѝ височина варира от 230 до 385 m. Обхваща трите западни надзаливни тераси на река Сърдаря, изградени от льосовидни наслаги, а в южната част – от пролувиални наслаги, донесени от временните реки и потоци спускащи се от Туркестанския хребет. На юг е ограничена от Туркестанския хребет, на север и северозапад се слива с пясъците на пустинята Къзълкум, а на изток се спуска с висок от 6 до 20 m остъп към левия бряг на Сърдаря.
Климатът е рязко континентален. Средна януарска температура от -2,1 °C; средна юлска от 27,9 °C. Годишната сума на валежите в източната част достигат до 240 mm, с ясно изразен пролетен максимум.
Водите на реките, стичащи се от Туркестанския и други околни хребети (Санзар, Зааминсу), при излизането си от планините изцяло се използват за напояване. Подпочвените води се намират на малка дълбочина и също масово се използват, но основно за водоснабдяване.
Основните почви в региона са засолените светлосиви почви, а много участъци са заети от солончаци. Естествената растителност е представена от ефемери и соленолюбиви пустинни формации. През пролетта в районите, които не се обработват се появява разнообразна тревиста растителност, която през месец май изсъхва и остават да виреят само камилска трева, пелин и солянки.

## Стопанска дейност
Стопанското усвояване на полупустинната и пустинна Гладна степ започва в края на ХІХ в. с изграждането на първите иригационни канали, захранвани с вода от река Сърдаря, като тогава е построен т.нар. Северен иригационен канал. По времето на съветската власт продължава усвояването на степта, като се реконструира Северния канал и се изграждат Централният и Южният иригационни канали, като по този начин значителни пространства (около 800 хил. ха) се превръщат в обработваеми земи, върху които се отглежда памук. През 1980-те години в северната част на Гладната степ, на река Сърдаря и изградено голямото Чардаринско водохранилище. Заедно със стопанското усвояване на региона се появяват и разрастват нови селища. През този период възникват градовете: Джетисай в Казахстан; Гулистан, Ятгиер, Гагарин, Дустлик и Пахтакор в Узбекистан и селищата от градски тип Зафарабад, Мехнатабед и Пахтакорон в Таджикистан.